# 2020년 세계 주니어 쇼트트랙 선수권 대회
2020년 세계 주니어 쇼트트랙 선수권 대회(2020 World Junior Short Track Speed Skating Championship)는 2020년 1월 31일부터 2월 2일까지 이탈리아 보르미오에서 열렸다.
틀:세계 주니어 쇼트트랙 선수권 대회